# Ethuliopsis
Ethuliopsis là một chi thực vật có hoa trong họ Cúc (Asteraceae).

## Loài
Chi Ethuliopsis gồm các loài: